# Sinkai Makoto
Sinkai Makoto (新海 誠; Hepburn: Makoto Shinkai), született Niicu Makoto (新津 誠; Hepburn: Makoto Niitsu; Kómi, 1973. február 9. –), japán rendező, író, animátor, szerkesztő, operatőr, szinkronszínész, képregényíró és grafikus.

## Élete
Nagano prefektúrában látta meg a napvilágot, majd felsőfokú tanulmányait a Csú Egyetemen folytatta, ahol is az ifjúsági irodalmi klub tagjaként képregényeket is írt. A mangák, animék és regények írása és rajzolása iránti szenvedélye középiskolás korában kezdett körvonalazódni. Kedvenc filmje, Mijazaki Hajao, Laputa az égi palota című filmje. Sinkait számos alkalommal hívták „az új Mijazakinak”,többek között az Anime Advocates és az ActiveAnime is, ám Sinkai szerint ez a fajta összehasonlítás nem több, mint túlzás.

## Karrier
Miután 1994-ben megszerezte diplomáját a Csúó Egyetemen, a Nihon Falcom videójáték-fejlesztő cégnél kapott munkát, ahol 5 évig klipeket készített különféle videójátékokhoz, továbbá ő felelt a grafikai tervezésért beleértve az internetes tartalmak tervezését is. Ekkoriban ismerkedett meg a Tenmon nevű zenésszel, aki a későbbiekben számos filmjéhez szerezte a zenéket.
1999-ben Sinkai bemutatta az She and Her Cat ('A lány és a macskája') című öt perces kisfilmjét, amivel számtalan díjat nyert, többek közt a 2000-ben megrendezett tizenkettedik DoGA CG Animációs verseny fődíját. A DoGA egy független, nonprofit társaság, amelyet azért hoztak létre, hogy ösztönözzék és segítsék a még kezdő animátorokat, mind tanácsokkal mind pedig különféle szoftverekkel. A kisfilm egy, a fiatal gazdájával élő macska szemszögéből készült, és teljes mértékben a macska perspektíváján át mutatja be a lányt és együtt töltött mindennapjaikat.
Nem sokkal miután Sinkai megnyerte a fődíjat, már egy újabb film kidolgozásán gondolkozott, mindeközben még a Falcom munkatársaként dolgozott. Pár hónappal később 2000-ben, egy a pilótafülkében a telefonját szorongató lány képét rajzolva Sinkai ihletet nyert a következő munkája elkezdéséhez, a Voices of a Distant Star („Egy távoli csillag hangjai”) című filmjéhez. Nemsokára kapcsolatba került a Manga Zoo-val (ma egy okostelefon applikáció), akik munkát ajánlottak neki, támogatják,hogy ötletét megvalósíthassa és elkészíthesse filmjét, amit aztán a cég fog terjeszteni. 2001-ben Sinkai kilépett a Falcomból, és belekezdett a következő projektjébe. Egy interjúban azt nyilatkozta, hogy a munkafolyamat körülbelül hét hónap „igazi munkából” állt.
A Voices of a Distant Start ('Egy távoli csillag hangjai'), a 90 perces The Place Promised in Our Early Days ('A felhőkön túl, ahol ígéretet tettünk') követte, amely 2004. november 20-án Japán-szerte vetítésre került. A film bombasikert aratott és számos díjat nyert. Sinkai következő projectje az 5 Centimeters per Second (Másodpercenként 5 centiméter) volt, aminek a premierjére 2007 március 3-án került sor, és 3 kisfilmet foglalt magába,a Cherry Blossomot ('cseresznye virág'), Cosmonautot ('űrhajós'), valamint a 5 Centimeters Per Secondot ('Másodpercenként 5 centiméter'). A három kisfilm együttes játékideje körülbelül 63 perc. 2007 szeptemberében Nagano prefektúra vezető napilapja is, a Sinano Mainichi ('Sinano város mindennapjai') egy Sinkai Makoto által animált TV-reklámról szóló cikket közölt az újságban. Eltekintve saját projektjeitől, Sinkai a Minori visual novel-cégnek is segített a játékok nyitó animációi készítésében.
Sinkai az 5 Centimeters per Second (Másodpercenként 5 centiméter) című filmjének elkészítése után 2008-as évet Londonban töltötte, majd 2009-ben visszatért Japánba és nekilátott a következő munkájának. Az év decemberében két különböző koncepciójú illusztrációt hozott nyilvánosságra. Úgy gondolta, hogy következő munkája lesz az addigi leghosszabb animációs film. Úgy nyilatkozott a film cselekményéről, mint egy mozgalmas, kalandokkal teli animációs film, akcióval, romantikával, aminek középpontjában egy lány,az utazási és az utakhoz kötődő búcsú pillanatai kapnak helyet. 2010 novemberében nyilvánosságra hozta új munkája címét, ami a Children Who Chase Lost Voices from Deep Below ('A gyermek aki a mélység hangjait üldözi') nevet kapta. A film előzetese november kilencedikén látott napvilágot, míg a filmet 2011. május 7.-én láthatta először a nagyközönség.
A következő animációs filmje a The Garden of Words ('A szavak kertje') 2013. május 31.-én került bemutatásra.
Sinkai új filmje, a Your Name ('A neved' vagy 'Kimi no na va。') 2016. augusztus 26-án jelent meg. Még a kritikusok is elismerésben részesítették, kihangsúlyozták a film animációjának és érzelmi szálainak kidolgozottságát. Akkora népszerűségnek örvendett, hogy egyhamar kasszasiker lett, és elnyerte a Japán minden idők legnagyobb bevételét hozó film címét. 2017. január 16-án pedig elnyerte a mindenkori legnagyobb bevételt hozó animációs film címet Japánban, megelőzve ezzel Mijazaki, Csihiró szellemországban című méltán híres alkotását.

## További munkái

### Filmek
- The Place Promised in Our Early Days ('A felhőkön túl, ahol ígéretet tettünk') (雲のむこう、約束の場所 Kumo no Mukō, Yakusoku no Basho) – Rendező / Író / Producer / Forgatókönyv / Hátterek kidolgozása / Design / Főcímdal felirat (2004)
- 5 Centimeters Per Second ('Másodpercenként 5 centiméter') (秒速5センチメートル Byōsoku Go Senchimētoru) – Rendező / Író / Producer/ Forgatókönyv író / Művészeti vezető / Szín design (2007)
- Children Who Chase Lost Voices From Deep Below ('A gyermek aki a mélység hangjait üldözi')(星を追う子ども Hoshi o Ou Kodomo) – Rendező / Író / Producer (2011)
- The Garden of Words ('A szavak kertje') (言の葉の庭 Kotonoha no Niwa) – Rendező / Író/ Fotók / Szín design / Vágó (2013)
- Your Name ('A neved' vagy 'Kimi no na va') (君の名は。 Kimi no na wa.) – Rendező / Író / Fotók / Szín design / Vágó (2016)
- Weathering with You (天気の子 Tenki no Ko) – Rendező / Író / Fotók / Szín design / Vágó (2019)

### Kisfilmek
- Other Worlds ('Távoli világ(ok)') (遠い世界 Tooi Sekai) – Rendező / Animátor, 1997
- The world be enclosed ('Zárt világ') (囲まれた世界) – Rendező / Animátor, 1998
- She and Her Cat ('A lány és a macskája') (彼女と彼女の猫 Kanojo to Kanojo no Neko) – Rendező / Író / Animátor / (1999)
- Voices of a Distant Star ('Egy távoli csillag hangjai') (ほしのこえ Hoshi no Koe) – Rendező / Író / Producer / voice of Noboru Terao (eredeti hang) (2002)
- Egao ('Mindeni dala') (みんなのうた「笑顔」 Minna no Uta "Egao") – Rendező, 2003 (Zenés videó Hiromi Iwasakinak)
- A Gathering of Cats ('A macskák gyűlése') (猫の集会 Neko no Shūkai) – Rendező / Forgatókönyv / Hátterek kidolgozása / Szín design / Fotók, (2007-es rövid TV-film, ami az Ani*Kuri15-ben szerepelt)
- Dareka no Manazashi ('Az ismeretlen ember pillantása') (だれかのまなざし, lit. Someone's Gaze) – Rendező (2013)

### Animációs reklámfilmek
- Bosphorus tunnel (Boszporusz csatorna) (ボスポラス海峡トンネル Bosuporasu kaikyō ton'neru) – Rendező / Hátterek kidolgozása, 2011 (TV-s reklámfilm, melynek elkészítésére a Taisei Corporation kérte fel)
- Sri Lanka highway ('A Sri Lankai országút') (スリランカ高速道路 Suriranka kōzokudōro) – Rendező / Forgatókönyv író / Fotográfus / Vágó, 2013 (TV-s reklámfilm, melynek elkészítésére a Taisei Corporation kérte fel), a ’Fight’ ('Harc') (ファイト Faito) főcímdala pedig Anri Kumaki munkája
- Vietnam Noi Bai Airport ('A vietnámi Noi Bai Repülőtér') (ベトナム・ノイバイ空港 Betonamu noibai kūkō) – Rendező / Forgatókönyv író / Pillanatképek / Vágó, 2014 (TV-s reklámfilm, melynek elkészítésére a Taisei Corporation kérte fel )
- Z-Kai: Cross Road ('Z-kai: a kereszteződés') (Ｚ会 「クロスロード」 Kurosu Rodo) – Cselekményvázlat / Forgatókönyv író / Gyártó, 2014 (TV-s reklámfilm, melynek elkészítésére a Z-Kai kérte fel)

### Videó játékok
- The Legend of Heroes V: A Cagesong of the Ocean ('A hősök legendája V') – Nyitó animáció rendező (1999, mint Makoto Niitsu)
- Ys 2 ETERNAL ('Ys 2 VÉGTELEN') – Nyitó animáció rendező (2000, mint Makoto Niitsu)
- Bittersweet Fools ('Keserédes bolondságok') – Előzetes és nyitó animáció rendező (2001)
- Wind: A Breath of Heart ('Szél: A szív lélegzete') – Előzetes és nyitó animáció rendező / Számítógépes animációk (2002–2004)
- Haru no Ashioto ('A tavasz léptei') – Előzetes és nyitó animáció rendező (2004)
- Ef: A Fairy Tale of the Two. ('Ef: Kettejük tündérmeséje') – Előzetes és nyitó animáció rendező (2006)

### Irodalmi művek
- Slug, 1994 (Képes könyv)
- 5 Centimeters per Second ('Másodpercenként 5 centiméter'), 2007 (regény)
- The Garden of Words ('A szavak kertje'), 2014 (regény)
- Your Name ('A neved'), 2016 (regény)

### Mangák
- Beyond the Tower ('A tornyon túl'), 2002
- Voices from a Distant Star ('Egy távoli csillag hangjai'), 2004
- The Place Promised in Our Early Days ('A felhőkön túl, ahol ígéretet tettünk'), 2006
- 5 Centimeters per Second ('Másodpercenként 5 centiméter'), 2010-2011
- Children who Chase Lost Voices from Deep Below ('A gyermek aki a mélység hangjait üldözte'), 2011
- The Garden of Words ('A szavak kertje'), 2013
- Your Name ('A neved'), 2016

### Illusztrációk
- I Dream to Protect You ('A felhőkön túl, ahol ígéretet tettünk') (きみを守るためにぼくは夢をみる Kimi wo Mamoru Tame ni Boku wa Yume wo Miru) – Illusztrátor (2003–2011)

## Fordítás
- Ez a szócikk részben vagy egészben  a   Makoto Shinkai című angol Wikipédia-szócikk fordításán alapul.  Az eredeti cikk szerkesztőit annak laptörténete sorolja fel. Ez a jelzés csupán a megfogalmazás eredetét és a szerzői jogokat jelzi, nem szolgál a cikkben szereplő információk forrásmegjelöléseként.